# Heilige Irene
Heilige Irene ist der Name mehrerer christlicher Heiligen, die in der römisch-katholischen Kirche und in den Ostkirchen verehrt werden.

## Bekannte Heilige
- Irene von Rom († um 288), Heilige, Witwe des heiligen Kastulus
- Irene von Rom († um 379) (um 349–um 379), Heilige, Schwester des Papstes Damasus I.
- Irene von Thessaloniki († 304), Märtyrin aus Aquileia
- Irene von Thessaloniki († 310) (auch Irene von Konstantinopel), Märtyrin aus Thessaloniki
- Irene von Portugal († ~673), Heilige
- Irene (Piroska von Ungarn), wird als Heilige verehrt